# Hukou
För andra betydelser, se Hukou (olika betydelser).

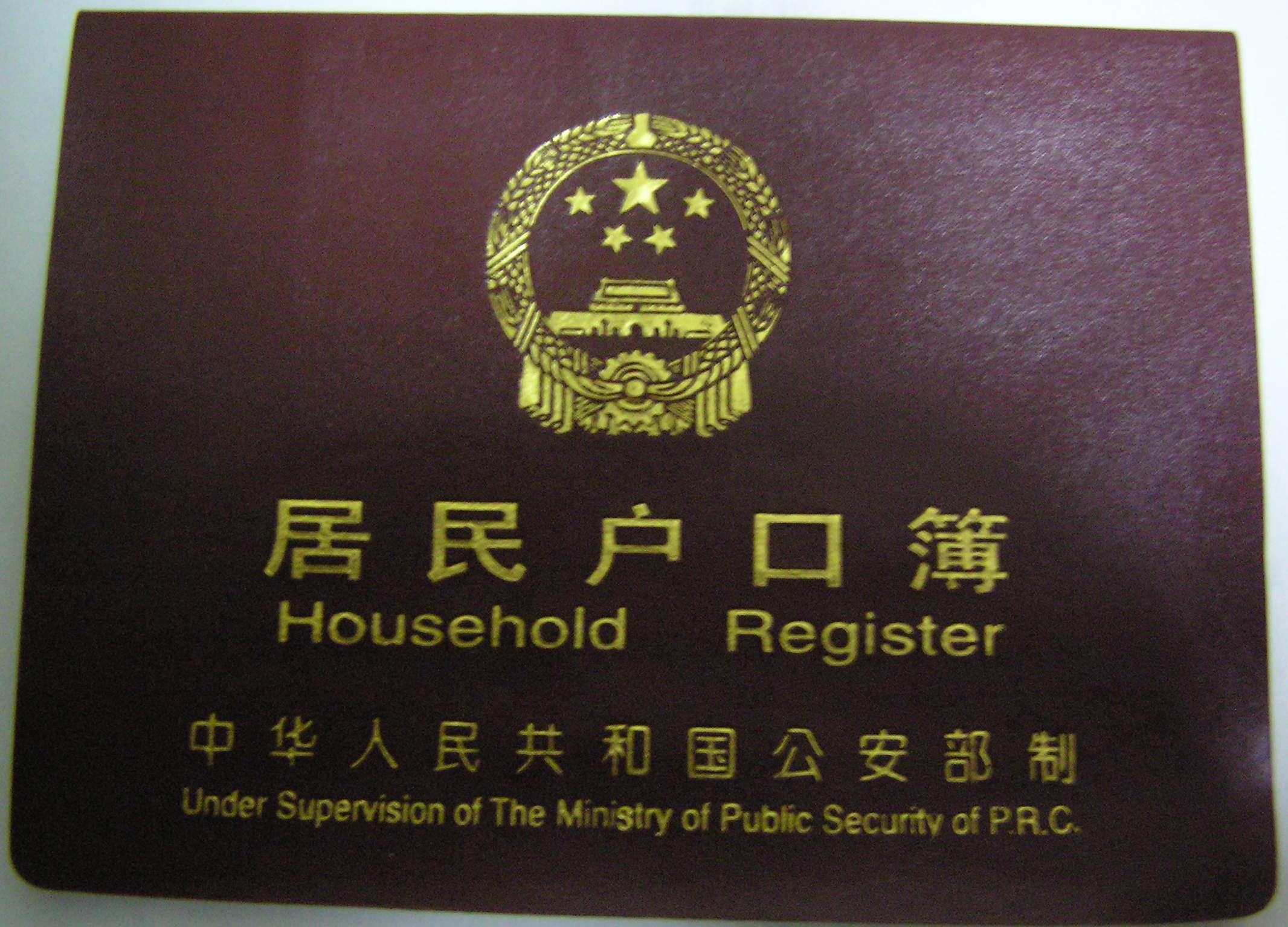
Hukoubok i Folkrepubliken Kina.

Hukou är det kinesiska namnet på det folkbokföringssystem som varit i kraft i Folkrepubliken Kina sedan 1958 och fungerar som ett slags inrikespass. Hukou-systemet har sin förebild i propiska, det sovjetiska systemet med inrikespass som infördes av Stalin under 1930-talet.
Systemet registrerar alla viktiga uppgifter om kinesiska medborgare som födelseplats, födelsedatum och civilstatus och reglerar var en medborgare har rätt att vara bosatt och åtnjuta sociala rättigheter. Den största skiljelinjen går mellan de som kategoriseras stadsbor och landsbygdsbor och rätten att vara bosatt i städerna är strikt reglerad.